# Посольство Украины в Португалии
Посольство Украины в Португальськой Республике (укр. Посольство України в Португальській Республіці) — главная дипломатическая миссия Украины в Португальской Республике, расположена в столице страны Лиссабоне.
Чрезвычайный и Полномочный Посол Украины в Португалии: с 21 февраля 2023 года Михайленко Марина Юрьевна.

## Посольство
Основная задача посольства Украины в Лиссабоне — представлять интересы Украины, способствовать развитию политических, экономических, культурных, научных и других связей, а также защищать права и интересы граждан и юридических лиц Украины, которые находятся на территории Португалии.
Посольство способствует развитию межгосударственных отношений между Украиной и Португалией на всех уровнях, с целью обеспечения гармоничного развития взаимных отношений, а также сотрудничества по вопросам, представляющим взаимный интерес. Посольство исполняет также консульские функции.

## История дипломатических отношений
Португальская Республика признала провозглашённую 24 августа 1991 года Украину 7 января 1992 года. 27 января 1992 года были установлены дипломатические отношения между Украиной и Португалией. В марте 2000 года начало свою работу Дипломатическое представительство Украины в Лиссабоне, которое с октября 2001 года фигурует как Посольство Украины в Португалии. С декабря 2001 года Посольство Украины размещается в арендованном здании с адресом по улице Авенида даш Дешкоберташ, 18.

## Послы Украины в Португалии
1. Анатолий Максимович Зленко (14 апреля 1998 — 17 октября 2000)[2][3]
2. Константин Владимирович Тимошенко (31 августа 2001 — 21 ноября 2005)[4][5]
3. Ростислав Владимирович Троненко (19 декабря 2005 — 12 мая 2010)[6][7]
4. Александр Николаевич Никоненко (6 июля 2010 — 19 марта 2014)[8][9]
5. Леонид Александрович Третьяк (30 апреля 2014 — 19 октября 2015) временный поверенный
6. Инна Васильевна Огнивец (19 октября 2015 — 24 июня 2022)[10][11]
7. Владимир Иванович Козлов (2022—2023) временный поверенный
8. Марина Юрьевна Михайленко (с 21 февраля 2023)[12]